# 海爾德的瑪蒂爾德
海爾德的瑪蒂爾德（荷蘭語：Machteld van Gelre，？年—1247年），拿騷伯爵夫人，海爾德伯爵奧東一世的女兒。

## 家庭
1215年，瑪蒂爾德與拿騷伯爵海因里希二世結婚，兩人共有四個兒子：
1. 瓦爾拉姆（約1220年—1276年）
2. 鄂圖一世（英语：Otto I, Count of Nassau）（？年—1289/90年）
3. 格哈德（英语：Gerhard of Nassau）（？年—約1313年）
4. 揚一世（英语：John I, Bishop-Elect of Utrecht）（？年—1309年）